# Йохан Максимилиан Андреас фон Тун-Хоенщайн
Йохан Максимилиан Андреас фон Тун-Хоенщайн (на немски: Johann Maximilian Andreas Graf von Thun und Hohenstein; * 1 декември 1673; † 25 март 1701) от Бохемската линия на род Тун и Хоенщайн, е граф на Тун и Хоенщайн в Тирол.

## Произход и смърт
Той е най-големият син на граф Максимилиан фон Тун-Хоенщайн (* 19 август 1638; † 7 август 1701) и първата му съпруга графиня Мария Франциска Емеренция фон Лодрон († 12 май 1679), дъщеря на граф Кристофор фон Лодрон (1588 – 1660) и графиня Катарина фон Шпаур и Флавон (1603 – 1676). По-голям полубрат е на Йохан Франц Йозеф (1686 – 1720) и Йохан Ернст Йозеф (1694 – 1717).
Йохан Максимилиан Андреас фон Тун-Хоенщайн умира на 27 години на 25 март 1701 г. малко преди баща си.

## Фамилия
Йохан Максимилиан Андреас се жени за графиня Мария Терезия фон Щернберг (* сл. 1671), дъщеря на граф Олдрих Адолф Вратислав фон Щернберг († 1703) и графиня Анна Луция Славата з Хлуму а Кощумберка (1637 – 1703). Те има една дъщеря:
- Мария Анна фон Тун-Хоенщайн (* 27 септември 1698; † 23 февруари 1716, Виена), омъжена на 3 февруари 1716 г. в Хофбург за княз Йозеф Йохан Адам фон Лихтенщайн (* 27 май 1690, Виена; † 17 декември 1732, Фелдсберг), син на княз Антон Флориан фон Лихтенщайн (1656 – 1721) и съпругата му графиня Елеонора Барбара фон Тун-Хоенщайн (1661 – 1723).